# Home Location Register
Home Location Register, HLR, är den databas inom GSM-mobiltelefonin som centralt håller reda på alla mobiltelefoner och dess befogenheter, hos en teleoperatör.